# Nordheim (Bade-Wurtemberg)
Pour les articles homonymes, voir Nordheim.
Nordheim est une commune de Bade-Wurtemberg (Allemagne), située dans l'arrondissement de Heilbronn, dans la région de Heilbronn-Franconie, dans le district de Stuttgart.